# Пять минаретов в Нью-Йорке
«Пять минаретов в Нью-Йорке» (тур. New York’ta Beş Minare) — турецкий боевик режиссёра Махсуна Кырмызыгюля. Премьера состоялась 5 ноября 2010 года.

## Сюжет
Двух турецких полицейских из антитеррористического отдела отправляют в Нью-Йорк для того, чтобы найти и вернуть назад в Турцию исламистского лидера террористической ячейки, которого до этого арестовало ФБР. Фильм акцентирует внимание на росте исламофобии в Турции и террористических атаках 11 сентября в США, ища ответ на вопрос: виновен или нет, даже если к этому человеку ты испытываешь желание мести.

## В ролях
- Махсун Кирмизигюль — Фират
- Халук Бильгинер — Хаджи
- Мустафа Сандал — Акар
- Денни Гловер — Маркус
- Джина Гершон — Мария
- Роберт Патрик — Бекер

## Критика
Рецензия-опрос веб-сайта Rotten Tomatoes показала, что 36 % аудитории, оценив на 2.9 балла из 5, дали положительный отзыв о фильме..

## Производство
Сценарий к фильму Махсун Кирмизигюль написал за 11 лет до начала производства фильма. Фильм был снят в Нью-Йорке (США), Стамбуле и Битлисе (Турция) в период апрель—июнь 2010 года.